# DIC Entertainment

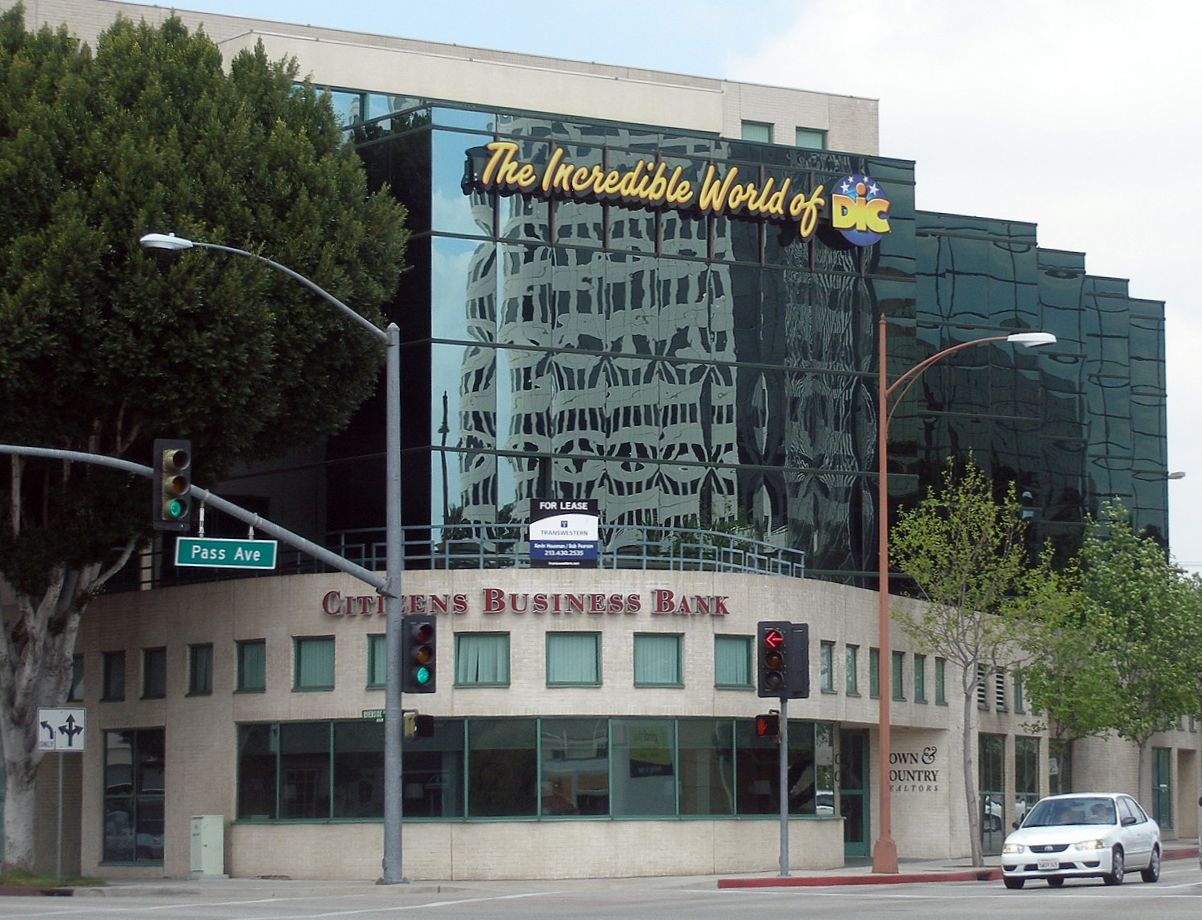
Hoofdkantoor van DIC Entertainments in Burbank, Californië

DIC Entertainment is een internationaal televisie- en filmproductiebedrijf, dat door Fransman Jean Chalopin werd opgericht in 1971 in Luxemburg. DIC staat voor "Diffusion, Information et Communication", Frans voor "verspreiding, informatie en communicatie". Het Amerikaanse hoofdkantoor werd in gebruik genomen in 1982 en staat in Burbank, Californië. Sinds Andy Heyward het bedrijf kocht in 1986, is dit het internationale hoofdgebouw.

## Enkele bekende DIC-programma's
- Adventures of Sonic the Hedgehog, gebaseerd op het videospel Sonic the Hedgehog
- Captain Planet and the Planeteers
- C.O.P.S.
- De Troetelbeertjes
- Dennis the Menace
- Heathcliff
- Horseland
- Inspector Gadget
- Jayce and the Wheeled Warriors
- The Legend of Zelda, gebaseerd op het gelijknamige videospel
- The Littles
- M.A.S.K.
- The Real Ghost Busters
- Sonic the Hedgehog
- The Super Mario Bros. Super Show, gebaseerd op het Nintendo-spel Super Mario Bros.
- Teddy Ruxpin
- Trollz